# Герасимова, Светлана Викторовна
Светлана Викторовна Герасимова (род. 13 декабря 1974, Раменское, Московская область) — российская шахматистка, мастер ФИДЕ среди женщин (2019), шахматный тренер, мастер спорта России по шахматам, старший тренер сборной России по шашкам и шахматам для лиц с поражением опорно-двигательного аппарата. Регулярно играет за команду IPCA на Всемирных шахматных олимпиадах. 1-й вице-президент Международной ассоциации шахматистов с ограниченными возможностями IPCA (с 2022), президент IPCA (2018—2022). Кандидат педагогических наук (2001).

## Биография
Родилась в Раменском 13 декабря 1974 года. В 1996 году окончила Российскую государственную академию физической культуры.

### Спортивная карьера
Начала карьеру тренера будучи помощником организатора турнира для лиц с ОВЗ по шашкам и шахматам «Аленький цветочек».
Чемпионка 18-го и 21-го чемпионатов мира по шахматам IPCA для игроков с ограниченными возможностями среди женщин (2018; 2022).

## Награды и звания
- Заслуженный тренер России;
- Благодарность мэра Москвы.

В 2022 году получила награду ФИДЕ «За стойкость духа» как тренер лиц с ограниченными физическими возможностями.
6 октября 2022 года была выдвинута Президентом Паралимпийского комитета России Павлом Рожковым на премию «Спортивная солидарность» за укрепление международных спортивных отношений.

## Общественная позиция
5 августа 2022 года во время получения награды от ФИДЕ обратилась к федерации с просьбой вернуть возможность участия спортсменов России и Беларуси во всемирных шахматных олимпиадах:
Я обращаюсь от лица инвалидов всех категорий с просьбой вернуть команды инвалидов во всемирную шахматную олимпиаду. Я также надеюсь, что во всемирной шахматной олимпиаде среди инвалидов примут участие команды России и Белоруссии. Мы с 2002 года являемся членами большой шахматной семьи и просим вас помочь нам